# خنق السعة
خنق السعة أو خنق عرض نطاق هو الإبطاء المتعمد لسرعة الانترنت ويتحكم بها مزود خدمة الإنترنت أو مسؤول الشبكة. خنق السعة إجراء فني كرد فعل في شبكات الاتصالات لتنظيم حركة المرور وتقليل الاختناقات. يمكن تطبيق خنق السعة في أماكن مختلفة في الشبكة. خنق السعة عند الخادم يساعد على تجنب الإفراط في التحميل عليه عن طريق خنق سعة مستخدميه. مزود خدمة الإنترنت يمكنه خنق سعة مستخدميه لتخفيف الحمل على الشبكة أو لتعدي المستخدم السعة المحددة من سياسة الاستخدام العادل. يمكن للمستخدمين أيضاً تحديد خنق السعة التي تستهلكها التطبيقات المختلفة على اجهزتهم. ويعتبر بت تورنت مثال للبروتوكولات التي تسمح للمستخدم بتحديد السعة المستخدمة لكلا من التحميل والرفع.

## خنق السعة وحيادية الإنترنت
حياد الإنترنت هو مبدأ يقر بأن تعامل مزودات الإنترنت والحكومات كل حركة مرور البيانات يحصل بنفس الطريقة بغض النظر عن مصدرها أو وجهتها. وينبه المبدأ بعدم خنق السعة أو الحط من جودة أي حركة مرور قانونية للبيانات على أساس المحتوى أو الخدمة أو التطبيق.